# Pornichet
Pornichet (bretonisch Pornizhan) ist eine französische Gemeinde mit 12.530 Einwohnern (Stand 1. Januar 2022) im Département Loire-Atlantique in der Region Pays de la Loire an der Côte d’Amour.

## Geographie

### Lage

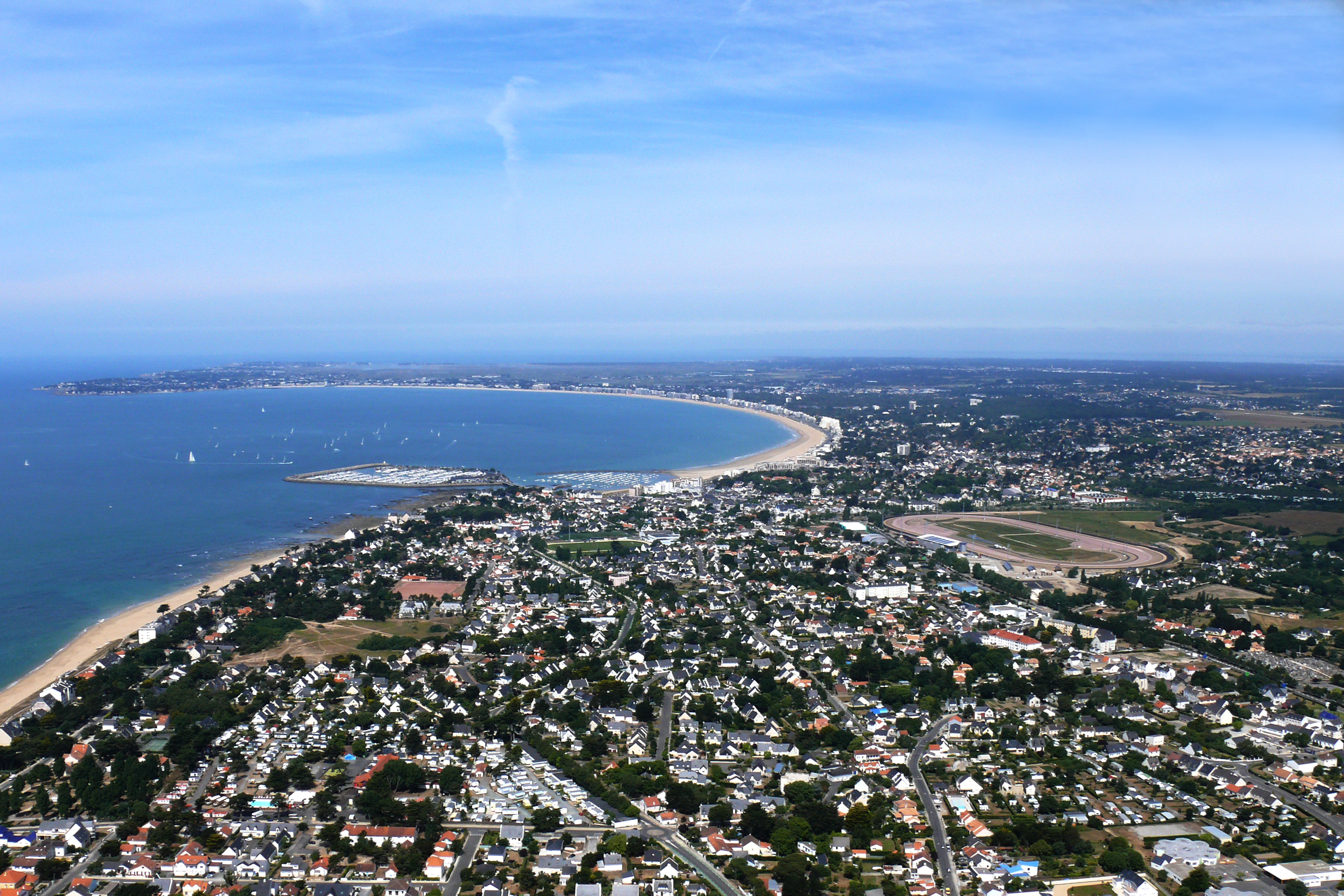
Luftbild Pornichet

Pornichet liegt an der Atlantikküste, dem Golf von Biskaya, am Küstenabschnitt Côte d’Amour ‚Liebesküste‘, und auf der Halbinsel Guérande. Im Südwesten grenzt Pornichet an Saint-Nazaire, im Nordwesten an La Baule. Nantes, die Hauptstadt des Départements, liegt etwa 70 Kilometer östlich von Pornichet. Die Gemeinde liegt fünf Kilometer südlich vom Regionalen Naturpark Brière (französisch Parc naturel régional de Brière).

### Klima
Das Klima Pornichets ist maritim. Es zeichnet sich durch milde Winter mit relativ hohem Niederschlag und gemäßigte Temperaturen im Sommer aus. Die Nähe des Golfstroms bewirkt außerdem eine weitere Milderung der Jahrestemperaturen.

## Geschichte
Der traditionelle Pornichet
Bevor Pornichet im April 1900 eine unabhängige Gemeinde wurde, war der Ort zwischen den Gemeinden Saint-Nazaire und Escoublac aufgeteilt.
Bis ins 19. Jahrhundert lebte der kleine, von Dünen umgebene Ort vor allem von der Salzgewinnung und der Fischerei. Versteckt (niché) hinter der Inselspitze von Bé, setzte sich der Ort vor allem aus dem Dorf Saint-Sébastien mit seiner Kirche, einem Dorf (Vieux Pornichet ‚alter Pornichet‘) in der Inselspitze und strohgedeckten Hütten entlang einer Fahrrinne, die die Salzgärten der Villès-Liron (an der Stelle des heutigen Hippodroms) versorgte, zusammen.
Entwicklung des Tourismus
Während des 19. Jahrhunderts wird die Salzgewinnung kleiner und kleiner, aber der Tourismus entwickelt sich: Die Eröffnung der Eisenbahnstrecke im Jahr 1879 verbindet diesen kleinen Marktflecken mit der Außenwelt. Dank der Einflüsse der zahlreichen Künstler, Musiker, Schriftsteller und anderen angesehenen Persönlichkeiten, wie Camille Flammarion, die sich regelmäßig in Pornichet aufhalten und dort große Anwesen besitzen, wird aus dem Ort ein touristischer Anziehungspunkt. Der Strand wird Plage des libraires ‚Strand der Buchhändler‘ genannt. Ende des 19. Jahrhunderts verschwinden die Salzgärten und machen in der neuen Gemeinde Platz für die Pferderennbahn (Hippodrome), die am 15. August 1907 eingeweiht wird. Der erste bezahlte Urlaub für französische Arbeiter im Jahr 1936 verstärkte die touristische Erschließung und so wurde in diesem Jahr der erste Campingplatz Pornichets im Ortsteil Bonne-Source eröffnet.
Der Zweite Weltkrieg und der deutsche Soldatenfriedhof Pornichet
Während des Zweiten Weltkrieges war Pornichet ab Juni 1940 von den Deutschen besetzt. Während Nantes schon im August 1944 befreit wurde, konnte die Wehrmacht Pornichet, wie das Saint-Nazaire-Gebiet, die sogenannte Poche de Saint-Nazaire, bis zum 11. Mai 1945 halten.
Seit dieser Zeit besteht in Pornichet neben dem Gemeindefriedhof ein Soldatenfriedhof mit Gräbern von etwa 5.000 deutschen Soldaten: 2.872 aus den Jahren 1942–1945 sowie 2.163, die 1955 aus anderen Friedhöfen der Départements Loire-Atlantique, Maine-et-Loire, Vendée und Deux-Sèvres umgebettet wurden.
Auf diesem Friedhof liegt auch das Grab von Karl Hotz, während des Zweiten Weltkriegs deutscher Feldkommandant von Nantes. Nach einem tödlichen Anschlag durch einen Widerstandskämpfer am 20. Oktober 1941 folgte die Ermordung von 48 Geiseln. Grab 655 befindet sich in Block 2 Reihe 21.  Der Friedhof Pornichet ist ein Monument für die Opfer des Nationalsozialismus.
Neue Entwicklungen
In den 1960er Jahren entsteht die Meerespromenade in ihrer heutigen Form; die Thalassotherapie entwickelt sich. In den 1970er Jahren baut man aufgrund des zunehmenden Touristenandrangs zahlreiche futuristische Hotelbauten entlang der Küste.
Aufgrund des entstehenden Wassersports wird 1978 der Freizeithafen (Port de Plaisance) eröffnet, der zu allen Gezeiten schiffbar ist. Er wird im Laufe der Jahre der wichtigste Freizeithafen des Départements.

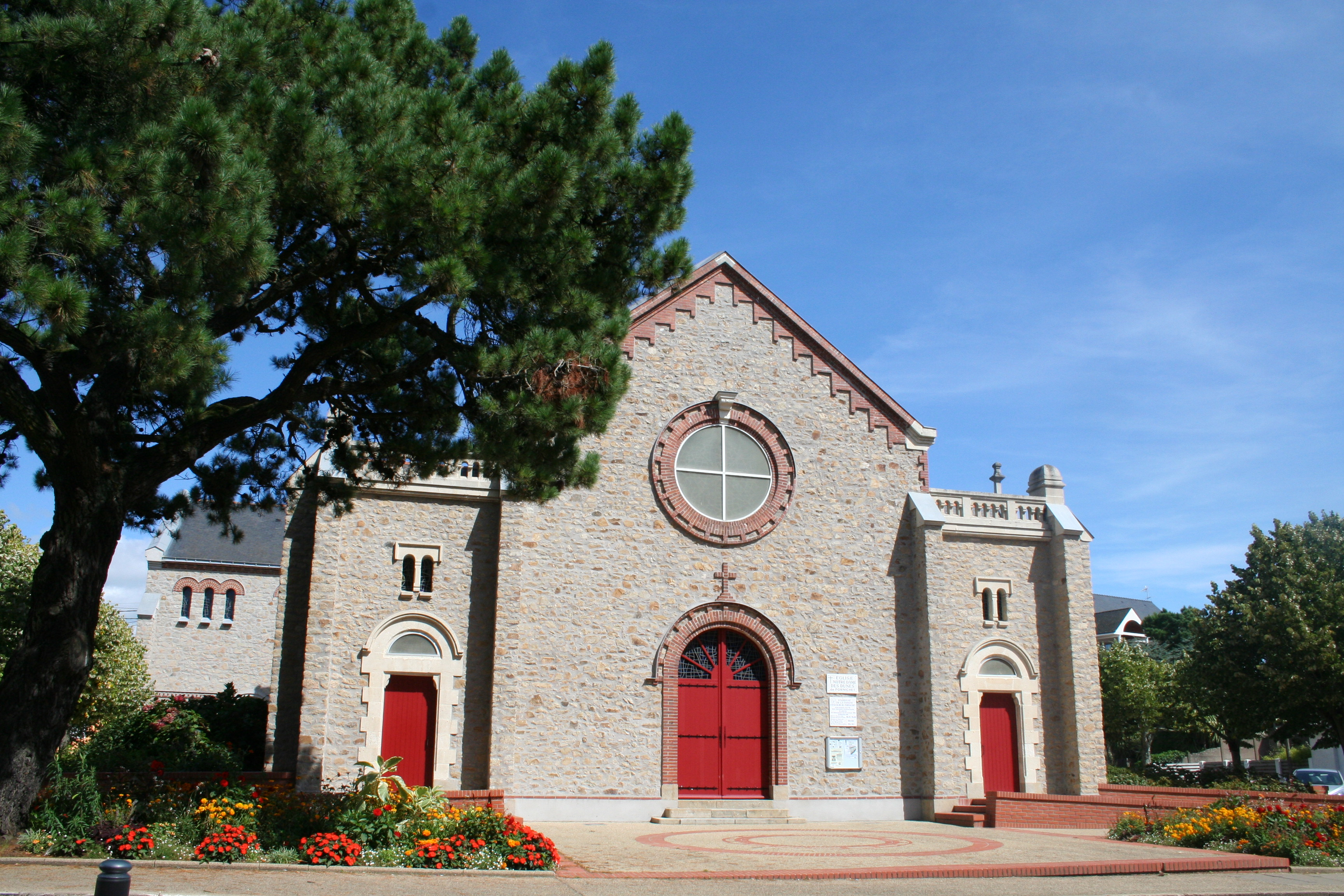
Kirche Notre-Dame-des-Dunes
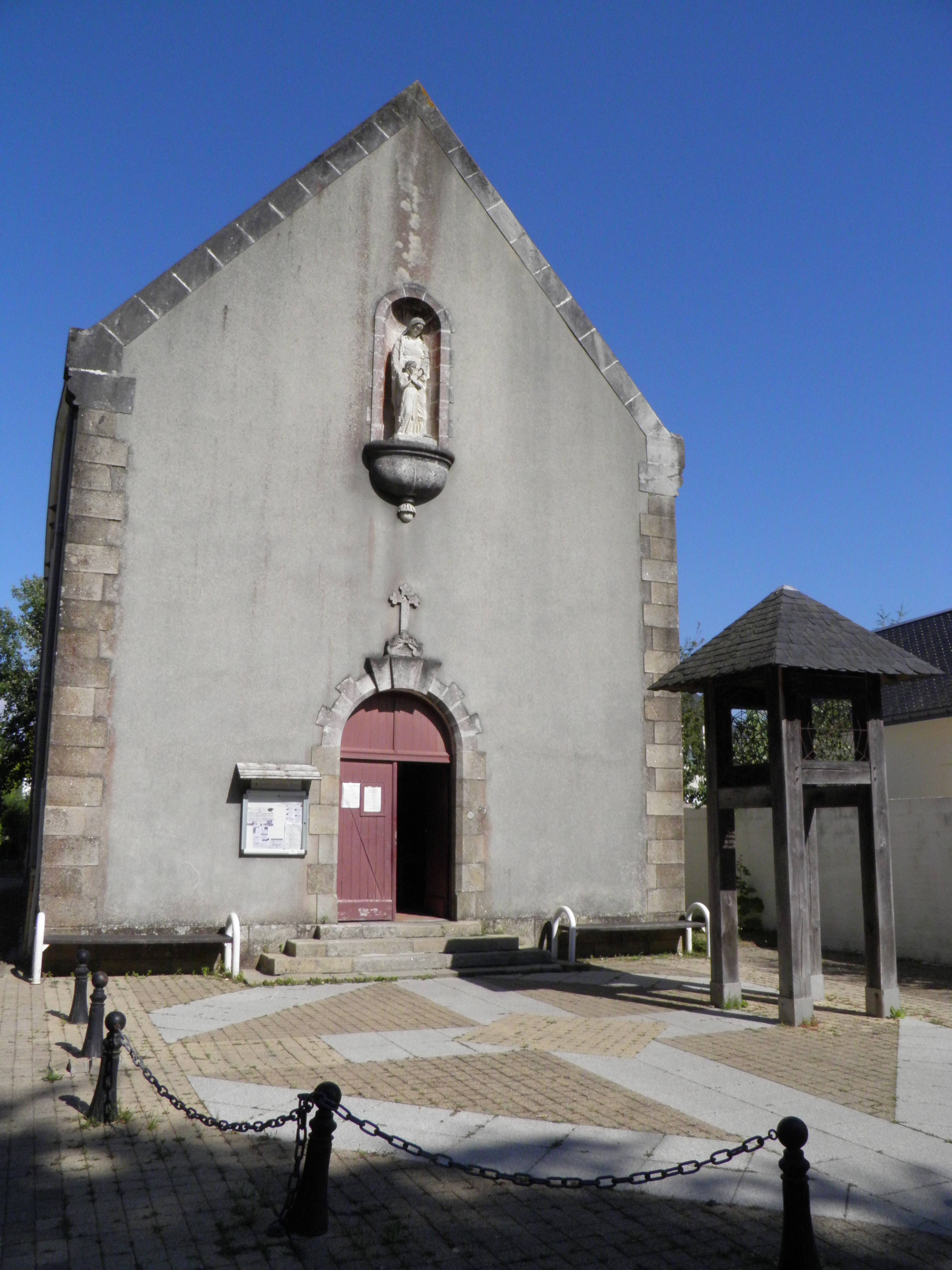
Kapelle Sainte-Anne
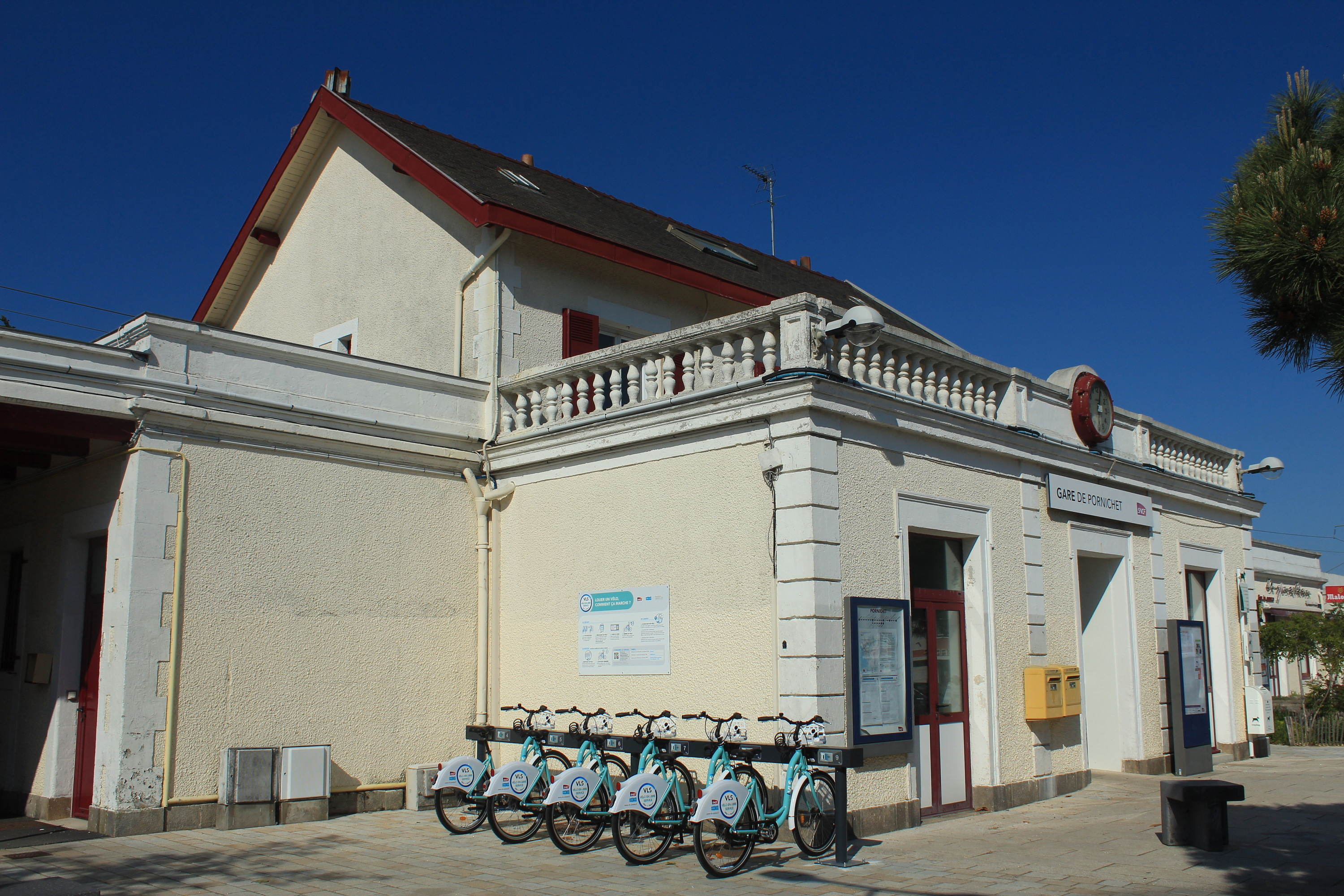
Bahnhof Pornichte
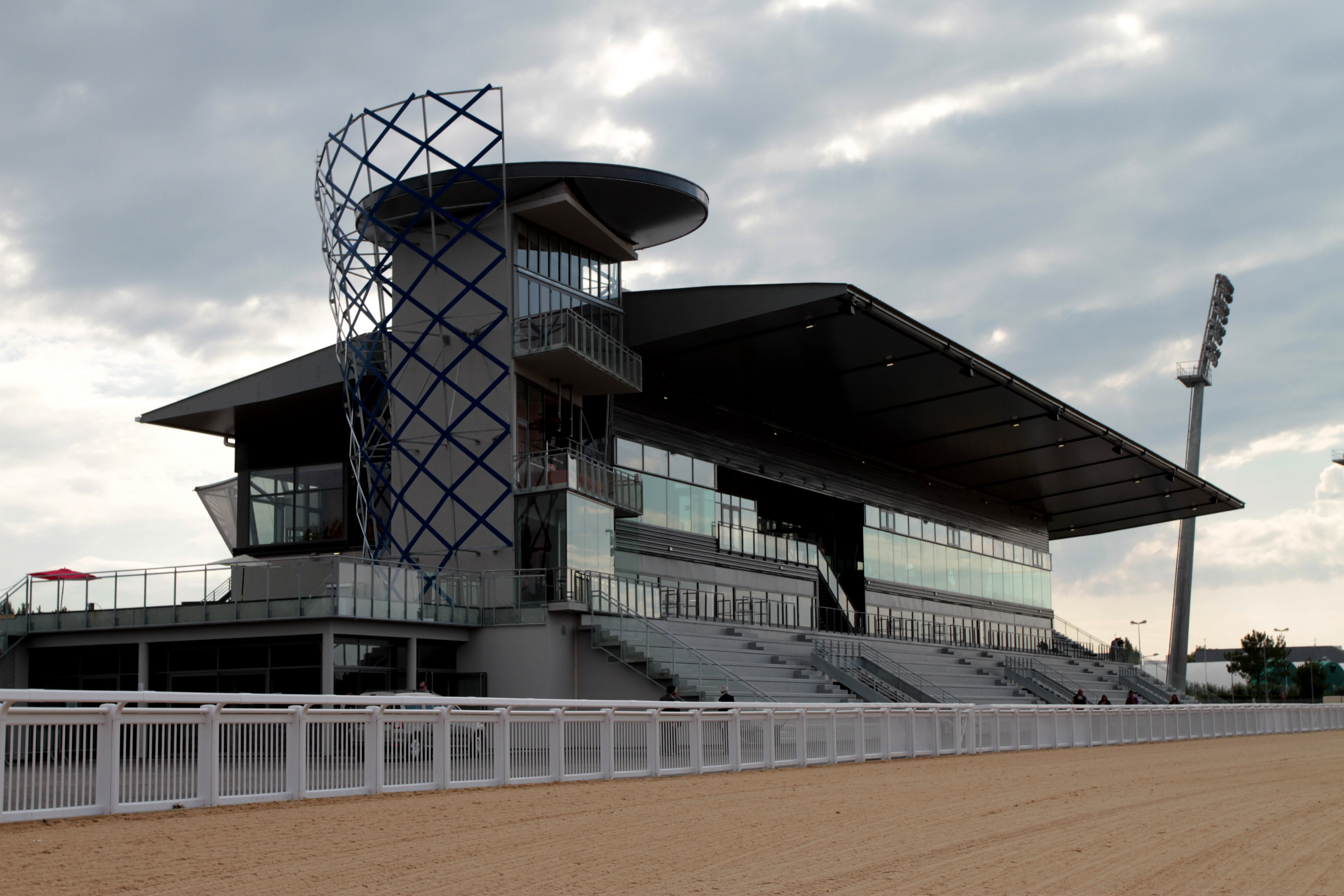
Tribüne der Pferderennbahn

### Namensgebung
Der Name „Pornichet“ setzt sich aus der Kombination port ‚Hafen‘ und niché ‚versteckt‘ zusammen.

### Bevölkerungsentwicklung
Am 8. März 1999 hatte Pornichet 9668 Einwohner (davon 4580 Männer und 5088 Frauen), bei einer Bevölkerungsdichte von 763 Einwohnern pro km². Im Vergleich zur vorherigen Volkszählung im Jahr 1990 hatte die Stadt 1535 Einwohner mehr. 10,2 % der Bevölkerung waren bei der Volkszählung 75 Jahre alt oder älter. Die Anzahl der in Pornichet lebenden Bevölkerung unterscheidet sich stark nach Jahreszeit. Im Sommer halten sich etwa 55 000 Menschen in Pornichet auf.
| Jahr                       | 1962 | 1968 | 1975 | 1982 | 1990 | 1999 | 2006   | 2017   |
| Einwohner                  | 5242 | 5400 | 5521 | 7266 | 8133 | 9689 | 10.423 | 10.669 |
| Quellen: Cassini und INSEE |      |      |      |      |      |      |        |        |

## Städtepartnerschaften
Pornichet unterhält Städtepartnerschaften mit der saarländischen Stadt Bexbach (seit 1985) sowie mit San Vicente de la Barquera in Nordspanien.

## Wirtschaft und Infrastruktur
353 Unternehmen und 7 Betriebe haben in Pornichet ihren Sitz. Es existieren 120 Geschäfte, 112 Restaurants und Unterkünfte sowie 66 weitere öffentliche oder halböffentliche Institutionen und Vereinigungen.

### Verkehrsanbindung
Die nächste Großstadt ist das etwa 70 Kilometer entfernte Nantes, wo sich auch der nächste überregionale Flughafen befindet.
Der Bahnhof von Pornichet liegt an der Bahnstrecke Saint-Nazaire–Le Croisic. Durch den TGV erreicht man die 450 Kilometer entfernte französische Hauptstadt in etwa drei Stunden. Nantes erreicht man mit dem Regionalzug (TER Pays de la Loire) in 50 Minuten.
Die Schnellstraße D 213 (Guerande – La Baule – Saint-Nazaire) verläuft nördlich an Pornichet vorbei.

### Bildung
Pornichet hat vier Kindergärten, vier Grundschulen sowie ein privates Gymnasium.

### Medien

#### Printmedien
In Pornichet gibt es drei lokale Zeitungen, zwei davon (Ouest-France und Presse-Océan) erscheinen täglich. L'Écho de la Presqu'Île erscheint einmal wöchentlich (freitags). Darüber hinaus gibt es eine kostenlose Wochenzeitung (Estuaire) und eine kostenlose Monatszeitung (Haut Parleur), die jeweils in der Touristeninformation erhältlich sind.

#### Fernsehsender
In Pornichet gibt es drei lokale Fernsehsender:
- France 3 Ouest
- M6
- Télénantes

### Tourismus
Aufgrund der direkten Lage am Meer ist Pornichet stark vom Tourismus geprägt. Es gibt zahlreiche Freizeitangebote wie Minigolf, Wassersport, Tennis und Wandern. Sehenswürdigkeiten der Stadt sind: die Markthalle, das Casino, das 1907 eingeweihte Hippodrom, die Strandpromenade Avenue de l'Océan sowie der angeschlossene Port de Plaisance, der seit dem Jahre 1978 in seiner heutigen Form besteht. Er hat ein Fassungsvermögen für etwa 1000 Boote. Eine Besonderheit dieses Hafens ist, dass er als einziger in der Umgebung sowohl bei Ebbe, als auch bei Flut schiffbar ist.

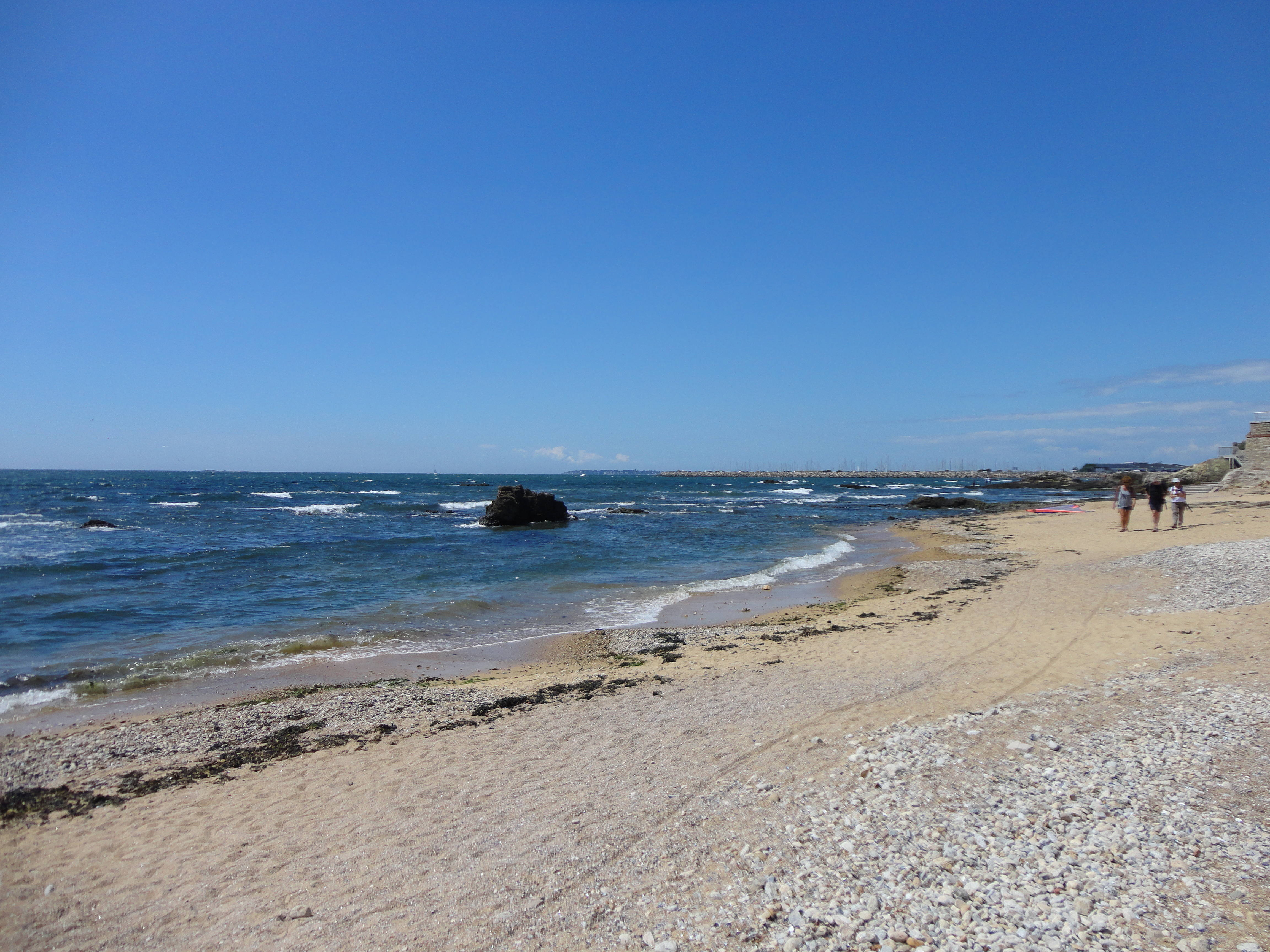
Strand
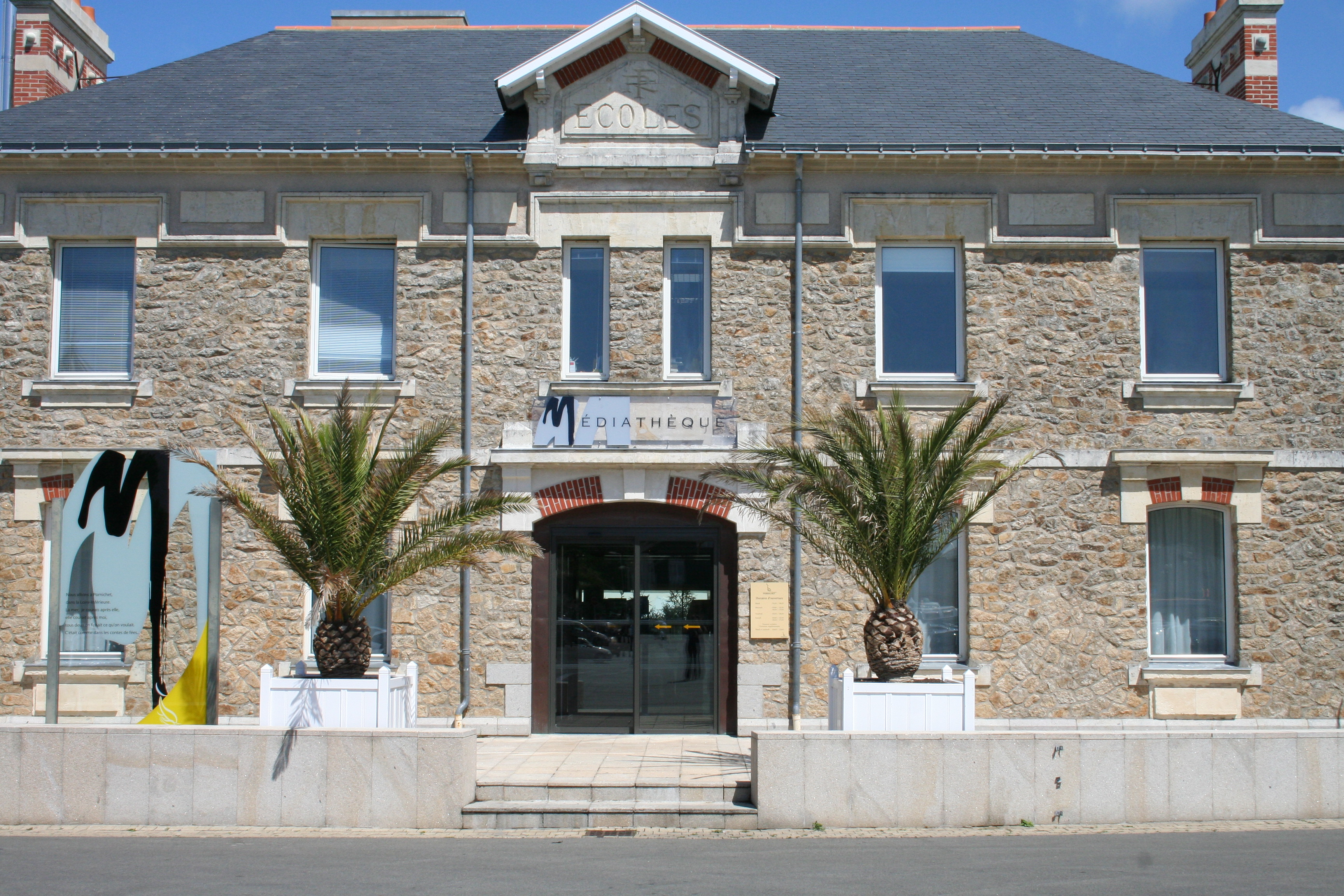
Mediathek
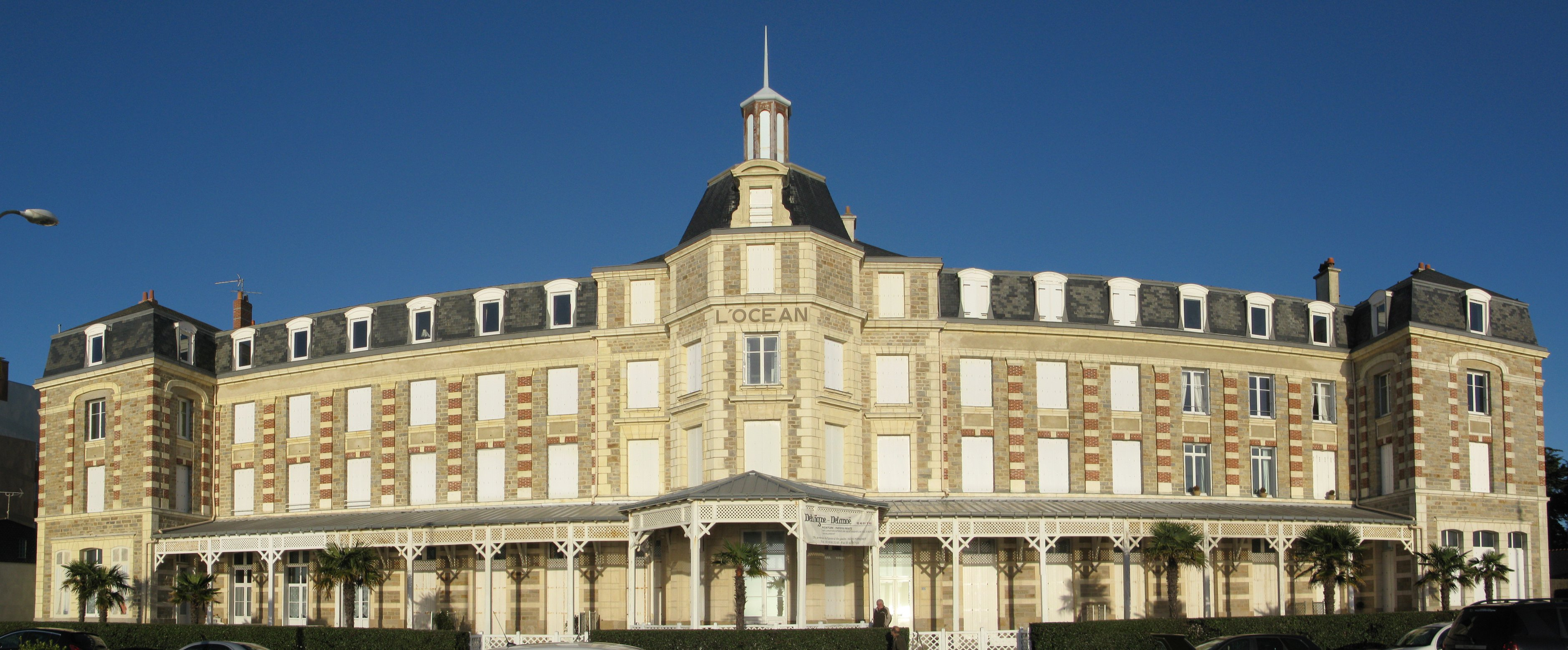
Hotel Océan
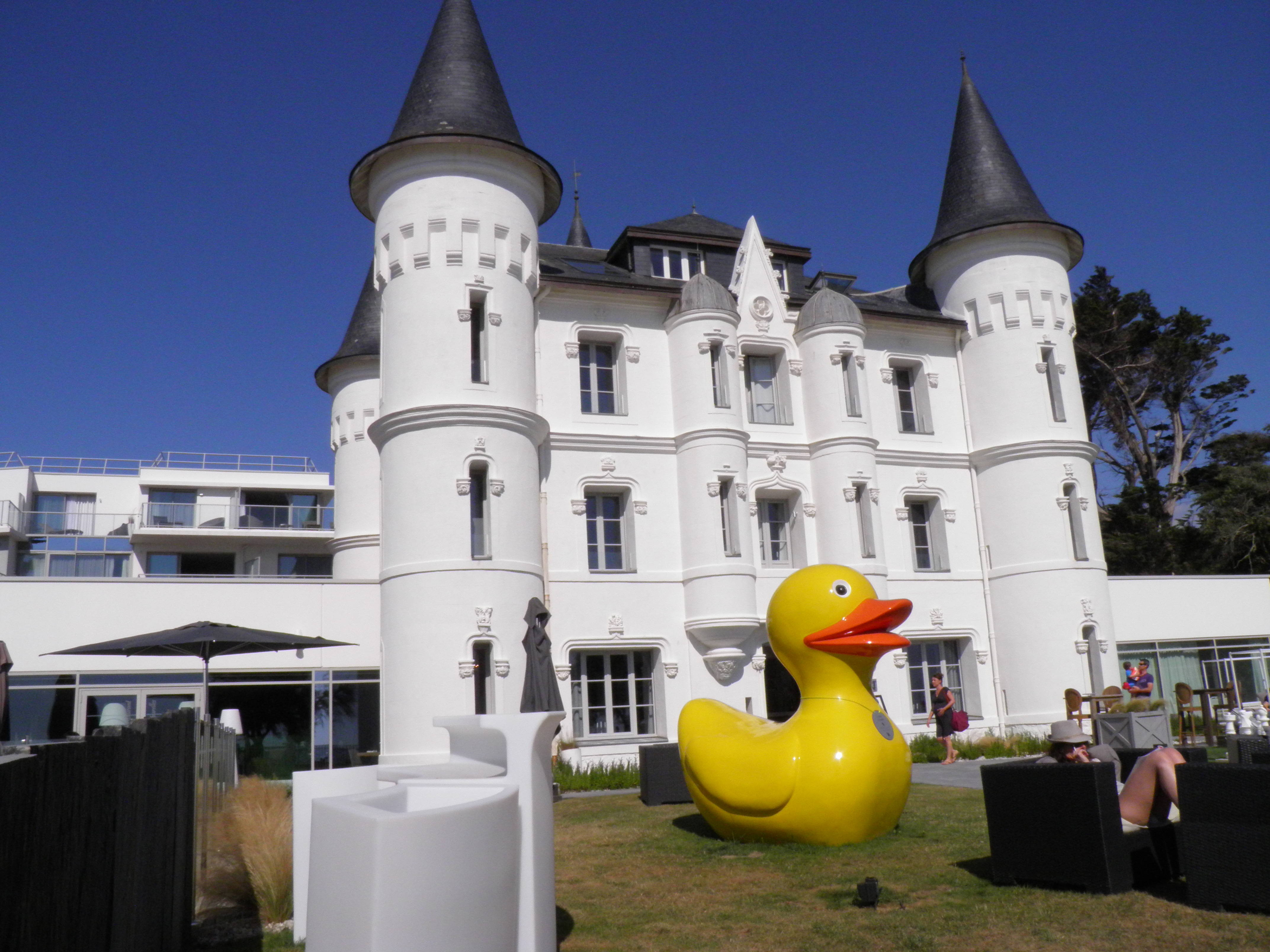
Villa Donat
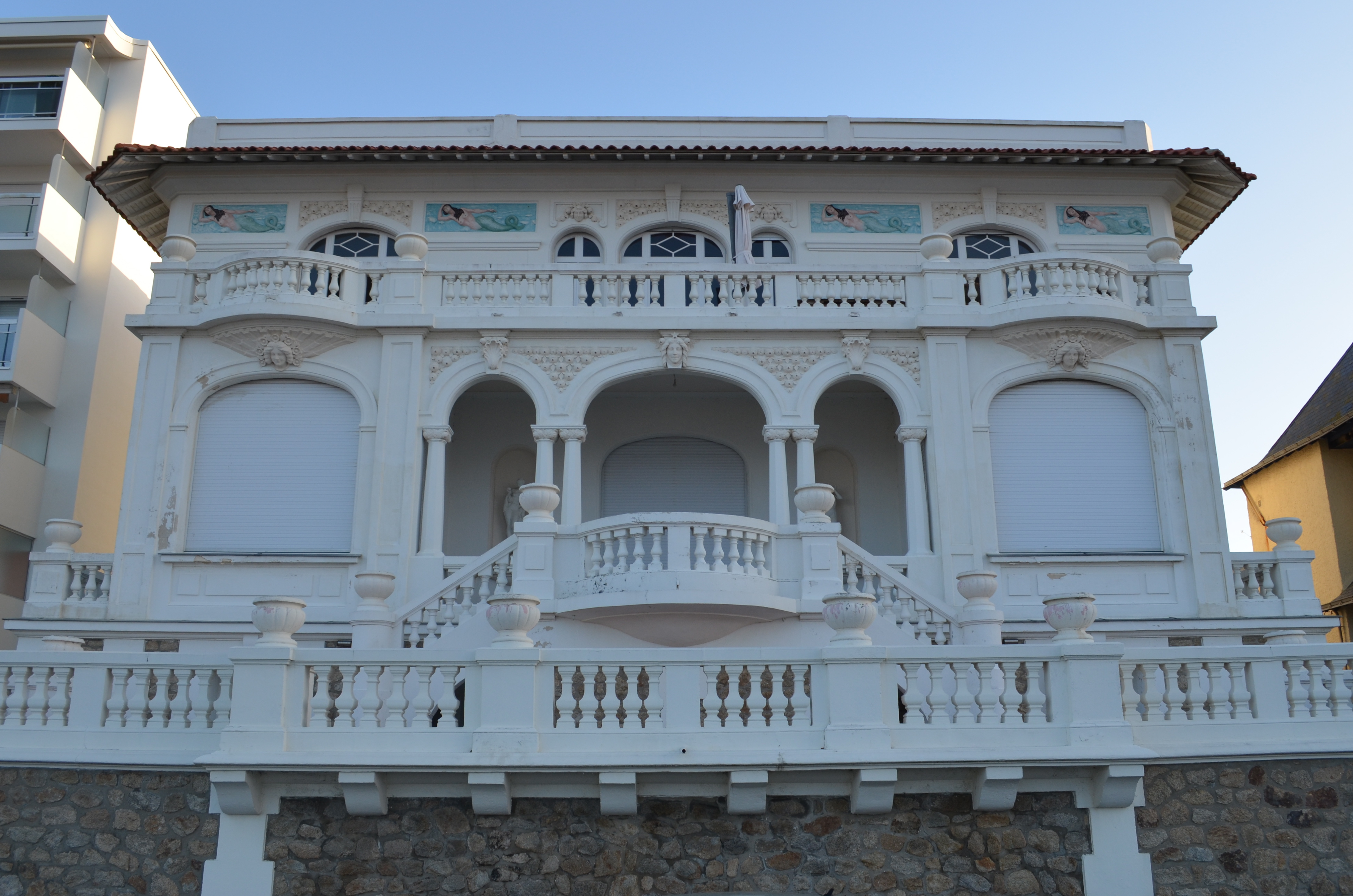
Villa Ker Souveraine

#### Strände
Pornichet besitzt einen Strandabschnitt von sieben Kilometern, der sich in drei größere Abschnitte einteilen lässt: Plage des Libraires (Länge: 2 Kilometer), Plage de Bonne Source (Länge: 2,5 Kilometer) und Plage de Sainte-Marguerite (Länge: 1,5 Kilometer). Der zentral gelegene Sandstrand, Plage des Libraires, bildet einen nahtlosen Übergang zum Nachbarort La Baule.